# Ґерретт (округ, Меріленд)
Шаблон:StateAbbr_ 39°17′00″ пн. ш. 79°22′00″ зх. д. / 39.283333333333° пн. ш. 79.366666666667° зх. д.
Округ Ґерретт (англ. Garrett County) — округ (графство) у штаті Меріленд, США. Ідентифікатор округу 24023.

## Історія
Округ утворений з округа Аллегені в 1872 році.

## Демографія
За даними перепису 
2000 року 
загальне населення округу становило 29846 осіб, зокрема міського населення було 5048, а сільського — 24798.
Серед мешканців округу чоловіків було 14708, а жінок — 15138. В окрузі було 11476 домогосподарств, 8356 родин, які мешкали в 16761 будинках.
Середній розмір родини становив 3.
Віковий розподіл населення поданий у таблиці:
| Стать    | До 15 років | 15-21 | 22-29 | 30-39 | 40-49 | 50-65 | 65-85 | Понад 85 |
| -------- | ----------- | ----- | ----- | ----- | ----- | ----- | ----- | -------- |
| Чоловіки | 3144        | 1505  | 1276  | 2079  | 2199  | 2610  | 1734  | 161      |
| Жінки    | 2957        | 1336  | 1303  | 2125  | 2225  | 2626  | 2169  | 397      |

## Суміжні округи
- Сомерсет, Пенсільванія — північ
- Аллегені — схід
- Мінерал, Західна Вірджинія — південний схід
- Грант, Західна Вірджинія — південь
- Престон, Західна Вірджинія — захід
- Файєтт, Пенсільванія — північний захід

## Виноски
1. ↑  U.S. Decennial Census. United States Census Bureau. Архів оригіналу за 26 квітня 2015. Процитовано 12 вересня 2014.
2. ↑  Historical Census Browser. University of Virginia Library. Архів оригіналу за 11 серпня 2012. Процитовано 12 вересня 2014.
3. ↑  Population of Counties by Decennial Census: 1900 to 1990. United States Census Bureau. Архів оригіналу за 31 жовтня 2014. Процитовано 12 вересня 2014.
4. ↑  Census 2000 PHC-T-4. Ranking Tables for Counties: 1990 and 2000 (PDF). United States Census Bureau. Архів оригіналу (PDF) за 18 грудня 2014. Процитовано 12 вересня 2014.
5. ↑  State & County QuickFacts. United States Census Bureau. Архів оригіналу за 6 червня 2011. Процитовано 24 серпня 2013. [Архівовано 2011-06-06 у Wayback Machine.](англ.) Наведено за англійською вікіпедією.
6. ↑  American FactFinder. Бюро перепису населення США. Архів оригіналу за 26 лютого 2012. Процитовано 31 січня 2008. [Архівовано 2008-05-21 у Wayback Machine.]

| США | Це незавершена стаття з географії США. Ви можете допомогти проєкту, виправивши або дописавши її. |